# L'Homme qui a séduit le soleil
L'Homme qui a séduit le soleil est un roman de Jean-Côme Noguès paru en 2008, illustré par Miguel Coimbra.

## Résumé
Gabriel gagne sa vie en travaillant sur le Pont Neuf. Il trouve à peine assez d’argent pour payer la mère Catoche, sa logeuse.
Un jour, où il joue la comédie auprès d’un saltimbanque, Beppino, il est remarqué par Molière  et enrôlé dans sa troupe comme… moucheur de chandelles. De représentations au Palais Royal en déplacement chez Fouquet à Vaux- le-Vicomte, Gabriel essuie le mépris des acteurs de Monsieur et comprend que sa vraie vocation est d’être sur les planches. Il quitte alors Jean-Baptiste Poquelin pour partir sur les routes avec Beppino et faire l’acteur !